# Steven Johnson
Steven Johnson, född 27 juni 1994 i Excelsior, Minnesota, är en amerikansk professionell ishockeyspelare (back) som spelar för AIK Ishockey i Hockeyallsvenskan.